# GYAO!
GYAO!（ギャオ）は、株式会社GYAOが運営していた動画配信サービス。2009年9月7日にUSEN運営のGyaOとYahoo! JAPAN運営のYahoo!動画が統合されて誕生した。
日本初のネットテレビ局であり、企画立案者は日本テレビの杉村慎治。

## 概要
番組開始前にスポットCMが挿入されるほか、画面横にはバナー広告を表示する。旧GyaO・Yahoo!動画は、再生プレーヤーが別ウィンドウにあったが、新サイトにおいては同一ウィンドウに表示され同一名のプレイリストがプレーヤーの下に表示される。また、いままでプレイヤーの「全画面表示」化を目指していたが、システムの安定性を考えた結果「大画面表示」にとどめることになった。なお大画面表示は、2009年11月12日よりサービス提供が開始されている。
特徴として、地方局・独立局（JAITS）制作番組を数多く配信している。2020年10月に『水溜りボンドの○○いくってよ』（tvk）がTVerで配信を開始するまで、外部で独立局制作番組のネット配信を実施しているのはGYAO!のみであった。
2018年3月以降、GYAO!の動画は全て無料で視聴できる。また、有料コンテンツはGYAO!ストアで都度課金で提供している。
2023年1月16日、同じZホールディングスグループのLINEが展開している縦型ショート動画サービス「LINE VOOM」に経営資源を集中させていくため、同年3月31日の午後5時をもって、本サービス並びに「GYAO!ストア」・「トレンドニュース」を終了することが発表された。
なお、サービス終了直前の2023年1月にZホールディングスはTVerとの間で業務提携を行った。これにより、事実上TVerにサービスを移管する形となった。

## 沿革

### Yahoo!動画
- 2003年
  - 12月24日 - ヤフー、映像配信サービス「Yahoo!動画」提供開始[7]
- 2007年
  - 4月12日 - ヤフー、動画共有サービス「Yahoo!ビデオキャスト」提供開始[8]
  - 8月30日 - ソフトバンクモバイル、TVバンク、ヤフー、情報料無料の携帯電話向け動画コンテンツサービス「Yahoo!動画（ベータ版）」の提供開始[9][注釈 1]
- 2008年
  - 3月20日 - TVバンク、動画配信サービス「Yahoo!動画」においてパ・リーグ全6球団の主催試合を無料でライブ配信する「パ・リーグ 熱球ライブ!」の提供開始[10]。
  - 8月26日 - iPhoneアプリ「Yahoo!動画」をApp Storeで公開[11]
- 2009年
  - 8月26日 - ヤフー、動画紹介サービス「Yahoo!映像トピックス」の提供開始[12]

### GyaO
- 2005年
  - 4月6日 - USENが無料の映像配信サービス「GyaO（ギャオ）」の試験放送を実施[13]
  - 4月25日 - USENが完全無料パソコンテレビ「GyaO」を正式開始[14][15]
  - 6月 - 「GyaO」初めてのライブ配信を実施[16]
- 2006年
  - 2月6日 - 毎週月曜から金曜のニュース番組「NEWS GyaO」をライブ配信開始[17]
  - 2月20日 - ショッピング専門チャンネル「GyaOショッピング」を開設[18]
  - 3月14日 - 携帯向け動画配信「モバイルGyaO」を開始[19]
  - 4月 - インターネット接続サービス「BROAD-GATE 01」を「GyaO光」に、「USEN 光 with フレッツ」を「GyaO光 with フレッツ」にそれぞれ名称変更[20]（のちにSo-netに売却[21]）
  - 4月 - 「グルメGyaO ～きっと見つかる！とっておきのお店～」（現：ヒトサラ）を開設[22]
  - 11月1日 - ギャガ・クロスメディア・マーケティング運営のCSチャンネル「カミングスーンTV」が「シーエスGyaO」にチャンネル名変更
  - 11月8日 - ユーザー投稿のカラオケ映像を配信する「うたブロ（β版）」を提供開始[23]
  - 11月13日 - ユーザー参加型番組「GyaOジョッキー」をライブ配信開始[24]
  - 12月25日 - カラオケチャンネル「歌える♪カラオケ」を提供開始[25]
  - 12月29日 - マンション情報チャンネルをリニューアルして「すまいGyaO」を提供開始[26]
- 2007年
  - 2月1日 - 動画配信サービス「GyaO」をテレビで視聴できるセットトップボックス（STB）「ギャオプラス」を発売[27]
  - 3月26日 - 月曜日から金曜日まで毎日生中継で配信する情報番組「MIDTOWN TV」を提供開始[28]
  - 3月29日
    - インテリジェンスが運営するシゴト情報「DODA」と連動した動画による転職情報サイト「シゴトGyaO」を開設[29]
    - 動画による結婚情報サイト「ウェディングGyaO」を開設[29]

  - 6月1日 - STB「ギャオプラス」を利用した有料動画配信サービス「GyaO NEXT（ギャオネクスト）」（現：U-NEXT）を開始[30]
  - 7月1日 - サントリーが提供するエンターテインメントコンテンツ「昭和TV」を提供開始[31]
  - 8月1日 - インテリジェンスが運営するシゴト情報「an」と連動した動画のアルバイト情報サイト「バイトGyaO」を開設[32]
  - 11月1日 - ShowTime内にアダルト動画チャンネル「HOT GyaO」を提供開始
- 2008年
  - 1月15日 - 株式会社オンエア、アイドルチャット番組「GyaO@アイドルオンエア」を提供開始
  - 10月22日 - USENが100％子会社である株式会社GyaOを設立。
- 2009年
  - 4月1日 - USEN GyaO事業本部を廃止し、株式会社GyaOに事業を移管[33]
  - 4月7日 - 株式会社GyaOがヤフー株式会社の子会社となる

### GyaO!
- 2009年
  - 9月7日 - ヤフー株式会社の「Yahoo!動画」と株式会社GyaOの「GyaO」が統合し、ヤフー株式会社および株式会社GyaOが「GyaO!」「GyaO!ストア」「Yahoo!映像トピックス」の運営開始[34]
- 2010年
  - 2月26日 - 「シーエスGyaO」をメ〜テレ子会社の名古屋テレビネクストに譲渡[35]
  - 12月7日 - iPhone用「Yahoo!動画」アプリをリニューアルし「GyaO!」アプリとして提供開始
- 2012年
  - 9月7日 - （株）GyaOが「Yahoo!ブックストア」「Yahoo!占い」「Yahoo!映画」「Yahoo!テレビ.Gガイド」運営開始
- 2013年
  - 3月7日 - スマートフォンウェブブラウザー版「GyaO!」提供開始
  - 3月28日 - Android向けアプリ「GyaO!」提供開始[36]
  - 5月 - （株）GyaO、グリー株式会社と株式会社アニマティックを共同設立[37]
  - 12月 - （株）GyaO、株式会社アニメイトと株式会社アニメイトギャオ（現：株式会社アニメイトブックストア）を共同設立[38]
- 2014年
  - 5月29日 - （株）GyaO、「Yahoo!チケット」運営開始[39]

### GYAO!
- 2014年

GYAO!のロゴ

  - 10月 - 株式会社GyaO、資本金を8億8,800万円に増資して株式会社GYAOへ社名変更
  - 10月 - 「GyaO!」のサービス名称を「GYAO!」に変更
- 2015年
  - 6月 - （株）GYAO、赤松健と株式会社Jコミックテラスを共同設立[40]
  - 7月 - （株）GYAO、株式会社パピレスと株式会社ネオアルドを共同設立[41]
- 2016年
  - 2月23日 - 映像配信サービス「GYAO!」の月額見放題プラン「プレミアムGYAO!」の提供を開始[42]
  - 9月12日 - 本社を千代田区紀尾井町の東京ガーデンテラス紀尾井タワーへ移転[注釈 2]
- 2018年
  - 2月28日 - 月額見放題プラン「プレミアムGYAO!」を日本テレビ傘下の『Hulu』に統合される形でサービス終了[43]
- 2019年
  - 11月1日 - 株式会社ビデオマーケットとパートナーシップを結び、有料動画配信サービス「GYAO!ストア」に「ビデオマーケット」の動画配信プラットフォームの提供開始[44]
- 2023年
  - 3月31日 - 同日の17時をもって、「GYAO!」・「GYAO!ストア」・「トレンドニュース」のサービスを終了[3]。
- 2024年
  - 1月1日 - LINEヤフー株式会社により株式会社GYAOが吸収合併され解散[45]。
  - 1月4日 - 株式会社GYAOの法人格が消滅[46]。

## コンテンツ及び番組
- 前後することがあるが、サイトの更新時間は午前0時が基準となっている。

### トレンドニュース
2010年2月1日にサイトがリニューアルされた。
- トップ
- お知らせ
- 記事一覧
  - IT・インターネット
  - 動物
  - 雑学
  - 恋愛
  - グルメ
  - ライフ
  - グッズ
  - エンタメ
  - イベント
- ビデオ

### 映画
- SF・アクション
  - 本気! 3
  - 本気! 4
- ホラー・サスペンス
- ドラマ・コメディ
  - めぐみ 引き裂かれた家族の30年

プロモーション映像・その他
- ワーナーTV

### ドラマ・アジア
- 国内ドラマ

Tver同様、見逃し配信が行われている。
- 海外ドラマ
  - ER緊急救命室 シーズン5
  - セックス・アンド・ザ・シティシーズン6
  - セックス・アンド・ザ・シティシーズン7
  - 魔術師 MERLIN シーズン1-5
- アジアドラマ
- 冒頭話
- プロモーション映像
- 芸能・バラエティ

### 音楽
- J-POP
- J-ROCK
- J-R&B and more
- International
- Recommend

### アニメ
- SF・アクション
- ドラマ・スポーツ
- コメディー・その他
- キッズ
- 冒頭話・プロモーション映像
  - 鋼の錬金術師 FULLMETAL ALCHEMIST プロモーション映像
- ゲーム
- バンダイチャンネル
- セレクション
  - テレビ放送中アニメ セレクション
  - 懐かしアニメセレクション
  - 日本の妖怪アニメセレクション
  - 学園アニメ セレクション
  - ラブコメアニメ セレクション
  - ライトノベル原作アニメ セレクション
  - マッスル系アニメ セレクション
  - 戦争ものアニメ セレクション
  - スーパーロボット セレクション
  - ゲーム原作アニメ セレクション
  - 部活系アニメ セレクション
  - ほのぼの癒し系アニメ セレクション
  - 魔法もロボットも存在しない日常系アニメ セレクション
  - 時代劇アニメ セレクション
  - 息抜きにピッタリのショートアニメ セレクション
  - 気軽に見られる1話完結アニメ セレクション
  - 女性向けアニメ セレクション
  - 同性愛アニメ セレクション
  - アンドロイド系アニメセレクション
  - 動物がたくさん登場するアニメ セレクション
  - ハーレム系アニメ セレクション
  - 空から女の子が降ってくるアニメ セレクション
  - 猫耳アニメ セレクション
  - ファミリー向けアニメセレクション
  - 家庭教師ヒットマンREBORN！シリーズ 冒頭話セレクション
  - ギャンブルアニメ セレクション
  - 宇宙ものアニメセレクション
  - 強く美しく。美少女戦士アニメ セレクション
  - 異世界へようこそ！ オンラインRPG PV セレクション
  - スポーツの秋！ アニメ

### お笑い
- 全般
  - カンニングの恋愛中毒（2010年9月配信終了）
  - ダベれ場（2010年8月配信終了）
  - GyaOジョッキーからお笑い関係数本アーカイブ復活配信
  - ヨシモト∞ → よしもとオンライン → よしログ（2011年1月17日より）→ タグロー by よしログ（2020年1月6日より）
  - ヨシモト AGEAGE LIVE
  - ホリプロ笑タイム
  - WELワタナベシアター
  - 裏裏ケイダッシュライブ
  - SHOCHIKU BIG MOUNTAIN
  - 太田プロライブアーカイブス
  - 芸人セレクション(コンビ・ピン芸人)
  - 女芸人大集合！
  - フジテレビ「爆笑レッドシアター」出演芸人 セレクション
  - 芸人家族のすべらない話セレクション
  - 実力派コント師勢ぞろい！ セレクション
  - 人気DVDセレクション
  - やっぱり盛り上がる!? ちょっとエッチなネタ セレクション
  - これぞ芸人魂！ リアクション芸セレクション
  - なんだか気になる特濃キャラ芸人セレクション

ほか多数

### バラエティ・スポーツ

#### バラエティ
- はなわレコード“中野腐女子シスターズ”（2010年8月配信終了）
- GyaOジョッキーから数本アーカイブ復活配信[注釈 3]
- 怖いけど気になる、怪談セレクション
- 超常ミステリーカタログ セレクション
- ぶるぺん（2013年3月7日 - ）
- さきどりBose（2016年12月[47] - ）
- おさわがせOL給湯室（2018年4月5日[48] - ）
- 木村さ～～ん！（2018年8月5日 - ）
- 劇団さまぁ～ず（2018年10月31日 - ）
- 木梨の貝。（2018年11月6日 - ）
- BiSHのキレッキレJAPAN（2018年12月3日[49] - ）
- ギラギラ超特急（2018年12月18日 - 2019年3月5日）
- 孤独な出川（2019年1月31日 - ）
- 千鳥のロコスタ（2019年2月5日 - ）
- ゆうこす商店街25（2019年2月22日[50] - ）

##### テレビ番組
- そこまで言って委員会
- 徹子の部屋
- がっちりマンデー!!
- SKE48月曜日の元気魂!
- ゴッドタン
- カミングフレーバーのかわいい+
- その地域でしか見られないご当地番組

地方民放（独立放送局を含む）のローカルバラエティ番組の見逃し、区域外視聴が可能。TVerで配信されていない番組もある。

#### スポーツ
- 海に行きたくなる！　サーフィン セレクション
- ゴルフレッスン セレクション
- 石渡俊彦のファンクショナルゴルフ
- ゴルフクリニック
- ゴルフ女子 ヒロインバトル（2022年12月25日より）
- JGA主催アマチュア競技
- ツアープロコーチ内藤雄士 Golfer’s Base
- 秘伝!プロの技!!
- サムライTV ベストバウト
- マンUダイジェスト
- Red Bull Xstreams
- TEAM SERIZAWA
- 公営競技

#### ドキュメンタリー・教養
- 灯りがともるとき

#### 趣味・その他
- 釣りビジョン
- やめられない魅力が満載?!　パチンコ＆パチスロセレクション
- かわいいネコ・犬がいっぱい！　癒しのペット映像 セレクション
- 朝のニュース番組「ULALA＠7」から届いた簡単レシピ集
- デキる男のスタイル講座セレクション
- 伝統文化を体感する歴史探訪 セレクション
- ネバネバが美味しい♪　納豆レシピ セレクション
- ぽっこりお腹も解消！　簡単エクササイズ セレクション
- 誰かに教えたくなる裏ワザ セレクション
- どうしてこんなに癒されるの？　ネコ映像セレクション
- キレイを作るとっておき映像　セレクション
- 世界のおもしろ映像 セレクション
- “風水”の力で運気も上昇！　セレクション

#### パチンコ・麻雀
- THE 麻雀祭
- 第一回麻雀トライアスロン・雀豪決定戦
- 第1回 ロン2カップ
- 麻雀タイトル　セレクション

#### アイドル
- 勝ち抜き!アイドル天国!!ヌキ天（2009年11月30日配信終了）
- ヌキっ娘カタログ（2009年11月30日配信終了）
- ヌキフェス Vol.1（2009年11月30日配信終了）
- ヌキフェス Vol.2（2009年11月30日配信終了）
- 絶対領域!
- goomoセレクション
- goomoセレクション2

### 懐かしくも、新しい。昭和TV supported by Suntory
- Cinema
映画対談 昭和 CINEMA BAR
橋本志穂と小山薫堂が、昭和の思い出深い作品を振り返り、そこから新しいエンターテイメントへのヒントを探る番組。
  - #1（2009年12月1日 - 12月31日） 大林宣彦×谷口正晃
  - #2（12月25日 - 2010年1月31日）鎌田敏夫×江藤潤
  - #3（2月5日 - 2月28日）小山薫堂×秋元康（本編と番外編の2本立て）
- Music
- Anime
  - あした天気になあれ
  - 巨人の星
  - 昭和TVセレクション
- Others
  - 全日本プロレス
  - プロジェクトX〜挑戦者たち〜

ほか

### キャンパスHEARTS
キャンパス映像情報や受験生応援カリキュラムなど今の受験生に情報提供するサイト。ベネッセコーポレーションほか大手進学情報支援サイト企業も協賛している。2011年7月現在このチャンネルは閉鎖されている。
- 探せ!ミスダイガク.TV
- PICK UP CAMPUS
- 受験生応援カリキュラム
- 流行エンタメ通信
- 学校案内映像
- 関連サイト

### ドキてれ
NHKで放送された内容の一部が公開されている。公開されているのはNHK総合・Eテレ・BSプレミアムの内容で全編公開でないものもある。

### MyGyaO
GyaO!およびGyaO!ストアに関する映像情報等を個人管理するサービス。
お気に入り機能
タイトル横の☆マークを押すとその動画をお気に入り動画として登録できる機能。最大60件の登録が可能である。
途中まで視聴（しおり）機能
見ていた動画を次回見る際途中から再生できる機能。プレイヤー内のクリップのボタンを押すと次回「My GyaO」から動画を再生すると本のしおりのように保存した場所から再生される。
プレイリスト機能
各タイトルのPLAYボタンの近くにある+を押すとプレイリストに登録ができる。プレイリスト名等は自分で編集ができ、最大20個のフォルダが作成可能。1つのプレイリストには最大50本収録可能となっている。
ユーザーレビュー機能
別なユーザーが書いたレビューを見ることができ、評価する機能や視聴者が番組にレビューをつける機能、自分で投稿したレビューを削除するができる機能がある。投稿したレビューは番組ページにすぐに掲載され、ユーザーレビューにも同様に表示される。ただし一つの番組やタイトルにつき1回のみ投稿ができ、追記や修正は不可能である。
※次の項目からは2010年10月28日に新たに追加された機能である。
見たいものリスト機能
配信中や配信予定の映像から見たいものだけをピックアップしてオリジナルのリストが作れる機能。
視聴履歴・購入履歴・レビュー履歴機能
今まで見た動画・GyaO!ストアで購入した動画・ユーザーレビューに投稿した履歴を表示してくれる機能。
アラート機能
見たいものリストやキーワード登録したものをメールでお知らせしてくれる機能。

## カラオケ総合コミュニティサイト GyaO!うたウガ  POWERED by UGA
通信カラオケUGAと連携し、UGAの会員制度を用いたSNSウェブサイト。
配信元であるUGAはUSENのグループ企業である株式会社BMBが運営していたことからロゴは旧サイトのものが使われていたが、運営側は変わらないものの株式売却などの関係から、現在UGAパンダを含むうたウガのロゴに変更されている。2010年4月には、GO!GO!UGAとも合体しさらなるリニューアルがされた。なお、7月で運営のみがエクシングに移管された。
なお、エクシングには類似のサービスである「うたスキ」があり、こちらはJOYSOUNDと連携しているが、JOYSOUNDとUGAの会員制度を連携させることが可能。
- うたウガ
- GO!GO!UGA
- 歌える♪カラオケ（金曜更新、1万曲以上収録）
- うたブロ
- コミュニティ
- フレンド
- 特集
- ランキング
- 新着曲
- 店舗検索

## オンライン試写会
GYAO!内開催され、Yahoo! JAPAN会員の中で抽選に当選した人のみ視聴できるコンテンツ。このコンテンツはDRMのためなのか、視聴するにはWindows Media Playerが必要かつInternet Explorer以外のブラウザからのアクセスはできない。

### 劇場公開前作品
2009年
- 第1回：私の中のあなた（9月24日 - 9月30日、10000名限定）
- 第2回：甘いウソ（10月1日 - 10月7日、300名限定）
- 第3回：ホースメン（10月8日 - 10月14日、300名限定）
- 第4回：アンヴィル! 夢を諦めきれない男たち（10月15日 - 10月21日、300名限定）
- 第5回：天使の恋（10月22日 - 10月28日、10000名限定）
- 第6回：11月12日 - 11月18日、300名限定
  - ブラック会社に勤めてるんだが、もう俺は限界かもしれない
  - いぬばか
- 第7回：アフロサムライ:RESURRECTION（11月26日 - 12月2日、300名限定）
- 第8回：彼岸島（12月28日 - 2010年1月4日、1500名限定）

2010年
- 第9回：フローズン・リバー（1月7日 - 1月13日、300名限定）
- 第10回：2月4日 - 2月17日
  - パレード（300名限定）
  - 猿ロック THE MOVIE（3000名限定）
- 第11回：イヴの時間 劇場版（2月18日 - 2月28日、300名限定）
- 第12回：ガチンコ 喧嘩上等（3月4日 - 3月10日、300名限定）
- 第13回：ガチンコ 疾走上等（3月11日 - 3月17日、300名限定）
- 第14回：4月15日 - 4月21日
  - ファンボーイズ（300名限定）
  - 北魏馮太后（5000名限定）
  - 劉邦の大風歌 -漢建国記-（5000名限定）
- 第15回：ゼブラーマン -ゼブラシティの逆襲-（4月22日 - 4月28日、300名限定）
- 第16回：冷たい雨に撃て、約束の銃弾を（4月28日 - 5月4日、300名限定）
- 第17回：リアル鬼ごっこ2（5月27日 - 6月2日、300名限定）
- 第18回：ソフトボーイ（6月10日 - 6月16日、300名限定）
- 第19回：サイタマノラッパー2 〜女子ラッパー☆傷だらけのライム（6月17日 - 6月23日、300名限定）
- 第19回：ガールフレンド・エクスペリエンス（6月24日 - 6月30日、300名限定）
- 第20回：フェアウェル さらば、哀しみのスパイ（7月22日 - 7月28日、300名限定）
- 第21回：お墓に泊まろう（7月26日 - 7月30日、300名限定）
- 第22回：KING GAME（8月19日 - 8月25日、300名限定）
- 第23回：9月2日 - 9月8日、300名限定
  - ミレニアム2　火と戯れる女
  - 彼女が消えた浜辺
- 第24回：×ゲーム(9月9日 - 9月15日、300名限定)
- 第25回：超強台風(9月16日 - 9月22日、300名限定)
- 第26回：クレイジーズ(9月23日 - 9月29日、300名限定)
- 第27回：国家代表!?(10月7日 - 10月13日、1000名限定)
- 第28回：ラスト・ソルジャー(11月4日 - 11月10日、300名限定)
- 第29回：信さん・炭坑町のセレナーデ(11月18日 - 11月24日、300名限定)
- 第30回：キック・アス(12月9日 - 12月15日、500名限定)
- 第31回：12月29日 - 2011年1月4日 300名限定
  - カンフー・サイボーグ
  - しあわせの雨傘

2011年
- 第32回：1月6日 - 1月12日 300名限定
  - ソウル・キッチン
  - ヤコブへの手紙
- 第33回：私の愛、私のそばに(1月13日 - 1月19日、300名限定)

### その他
- 鴨川ホルモー（2009年9月24日 - 9月30日、300名限定）
- フジテレビ開局50周年記念ドラマ『不毛地帯』第1話特別編集版（同年10月12日〜10月14日、300名限定）
- フリンジ（Fringe）（2009年12月10日 - 2010年1月20日、50000名限定）
- 宿命1969-2010〜ワンス・アポン・ア・タイム・イン・東京〜（2010年1月13日 - 1月15日、1000名限定） - ABC・テレビ朝日系全国ネット放送の第1話を限定先行配信[注釈 5]
- 2010年度版 漫才 爆笑問題のツーショット（同年1月21日 - 1月27日、300名限定）
- Peeping Life（ピーピング・ライフ）（同年4月8日 - 4月14日、300名限定）
- フラッシュフォワード（同年4月22日 - 4月27日、10000名限定）
- 傾城之恋〜上海ロマンス〜（同年5月25日 - 5月31日、10000名限定）
- LOST（同年6月3日 - 6月8日、10000名限定）
- 帰ってきた侍戦隊シンケンジャー 特別幕（同年6月3日 - 6月9日、300名限定）
- 豆腐姉妹（同年7月22日 - 7月28日、2400名限定） - WOWOWでの第1話を限定先行配信
- TOKYO23〜サバイバルシティ（同年8月26日 - 9月1日、1000名限定） - 9月4日（土）のWOWOW放送に向けた先行配信
- ドキュメンタリーハイ  下 〜暴走に懸けた青春〜（同年9月28日 - 10月4日、1500名限定）
- 嬢王3 〜Special Edition〜（同年10月6日 - 10月8日正午、1000名限定） - 10月8日からテレビ東京系列で放送開始を前に先行配信。
- モリのアサガオ（同年10月11日 - 10月17日、10000名限定） - 10月18日からテレビ東京系列で放送開始を前に先行配信。
- ドラゴンクライシス!（同年12月16日 - 12月22日、1000名限定） - 2011年1月からテレビ放送開始を前に先行配信。
- 借王II −運命の報酬−（同年12月29日 - 2011年1月6日、5000名限定） - 2011年1月8日からテレビ放送開始を前に先行配信。
- 2011年度版 漫才 爆笑問題のツーショット（2011年1月18日 - 1月24日、300名限定）
- 聖闘士星矢 THE LOST CANVAS 冥王神話（同年1月20日 - 1月26日、300名限定）

## 指摘される問題点

### アクセシビリティ面の問題
番組のコンテンツは日本国内のみで流す（放送する）契約であるため、日本国外からサービスを受けることは出来ない。

### ユーザビリティ面の問題
GyaO・Yahoo!動画ともにWMVに含まれる固有のデジタル著作権管理（DRM）技術（Windows Media Player上でのみ再生可能）を利用している関係から、Microsoft Windows以外のオペレーティングシステムでは視聴することができず、推奨ブラウザがInternet Explorerのみだったが、Silverlight導入によりこの問題は解消された。しかし、システム改修の結果Silverlightがインストールされていても視聴できなかったり製造メーカーによって視聴障害が発生するなど新たな視聴障害が発生した。また、プレーヤーもそれに合わせて変更されたため全画面表示ができないという問題が発生したため、2013年7月からは一部コンテンツを対象に Adobe Flash Playerでの視聴が可能になった。

## 旧GyaO
GyaO（ギャオ）は、2005年4月5日にUSENグループが始めたパソコンで見ることが出来る完全無料動画配信サービスで、後にスマホやタブレットなどでも見ることができるようになった。サイト内の番組はコマーシャル収入などにより無料で視聴できる。2008年7月16日に視聴登録者延べ2000万人を突破した。有料コンテンツについては、ShowTime（GyaOの前身といえる映像サイト）で提供されている。株式会社GyaO合弁化に伴い2009年4月30日以降、Yahoo! JAPANグループの傘下にはいった。その後、Yahoo! JAPANが完全運営することにより2009年9月7日をもってUSEN運営のGyaO公式サイトは閉鎖された。
テレビ番組と同じく番組の冒頭、中間、終了前にCMが流れる。番組本体はスライダー移動によるスキップが可能だが、CMではスキップは不可。また、番組中もバナー広告が表示され、一定の期間で更新される。日本国内ユーザーのみ視聴可能だった。
提供する番組のコンテンツは、ニュース、スポーツ中継（サッカー、ゴルフ、格闘技など）、グラビアアイドル、映画、アニメーション、ドラマなど。映画については、USENグループ傘下にギャガ（現在はUSENグループから独立）があるため、ギャガ配給の映画が、他社配給の映画よりも多かった。また、グループではないが角川ヘラルド映画（現・KADOKAWA）との関係も比較的深く、ギャガに次いで多くの作品を提供していた。アジア関連のコンテンツも充実しており、『三国志』など中国国営放送制作のドラマも配信されていた。
2005年秋以降からテレビコマーシャル活動を展開。CMには青木さやかとテリー伊藤、土岐田麗子、MEGUMI、WaTを起用していたが、以降制作されていない。

### コンテンツ及び番組（閉鎖時点）

#### トレンドニュース（トレンドGyaO）
トレンド情報
- トレンド記事
- プレスリリース
- 特選記事
- 連載記事
- 取材動画
- 新商品・イベント
- ランキング

天気（livedoor）
占い
読者プレゼント
お知らせ
動画ニュース
- 芸能ニュース
- JNNニュース
- アジア
- 投資情報

ショッピング
- 楽天市場

無料動画
- カルチャー

美容/ビューティ
- CanCam.TV ANNEX
- CanCam CM Collection
- CanCamスペシャル
- PopteenTV
- めちゃモテの法則 バトンインタビュー
- キラキラ美お姉さん お仕事レポート
- 愛のカタチ
- シンデレラ物語
- 美人主義
- lab life art beauty
- オグラ式ビューティスタイル
- ハリウッドQ
- お台場ヴェルエワールで極上スイーツ!
- マイミの部屋〜I LOVE Pilates〜

ニュース
GyaO新着情報
- トレンド
- シネマ&ドラマ
- アジア
- 音楽
- バラエティー&スポーツ
- アイドル
- おすすめ
- GyaOプレゼント

ネタ投稿
- みんなのマガジン
  - 表紙
  - アーカイブ

- わらブロ

その他
- Real Business for Woman
- Weather News（天気予報）
- GyaO's Eye
- GyaO's Watchアーカイブ
- GO!GO! GyaO - 生放送（2007年3月終了）
- NEWS GyaO（2006年秋終了）
- ファンキーニュース研究所
- 【Real Business】

#### 映画&ドラマ（GyaO映画&ドラマ）
映画

##### SF・アクション
- イーストウィックの魔女たち
- ウルフハウンド　天空の門と魔法の鍵
- エスケープ・フロム・タウン / どこか遠くへ
- キングダム・ソルジャーズ　-砂漠の敵-
- ザ・ヤクザ
- ダーティハリー5
- 沈黙の聖戦
- ディレイルド 暴走超特急
- デモリションマン
- トム・ヤム・クン!
- ドルフ・ラングレン in ディテンション
- フェア・ゲーム
- フルメタル・ジャケット
- ブラック・オーシャン
- プレデター
- ヘル
- 本気! 15
- 本気! 16
- リーサル・ウェポン
- リーサル・ウェポン2 炎の約束
- ルーキー

##### ホラー・サスペンス
- 悪魔の赤ちゃん
- エイリアンX
- エクソシスト / ディレクターズ・カット版
- エンパイア・オブ・ザ・ウルフ
- 危険な関係
- ダラスの熱い日
- チェーン
- チェーン　連鎖呪殺
- ディープ・ライジング　コンクエスト
- フォーリング・ダウン
- リトルショップ・オブ・ホラーズ
- -less ［レス］
- ワイズ・ガールズ

##### ドラマ・コメディ
- 愛と欲望　ミラノの霧の中で
- 愛に迷った時
- アンナ・マデリーナ
- イッツ・ア・ニューデイ
- インファナル・デイズ　－逆転人生－
- 裏街の聖者
- おさな妻
- 金城武　スクール・デイズ
- 金城武　ソルジャー・ボーイズ
- 金城武 フォーエバー・フレンズ
- クロイツェル・ソナタ　愛と官能の二重奏
- 黒馬物語
- グッドフェローズ
- 恋するブラジャー大作戦（仮）
- Sad Movie＜サッド・ムービー＞
- 真・雀鬼6 / 復讐への対局
- 真・雀鬼7 / さらば友よ、引き裂かれた麻雀
- 真・雀鬼8 / 確率五分の一の死闘
- 真・雀鬼9 / 頂上決戦！ 裏プロvs表プロ
- 次郎長富士
- ストーリー・オブ・ラブ
- 3Dアニメーション　覇道
- 世界の涯てに
- 1000の言葉よりも -報道写真家ジブ・コーレン
- 卒業白書
- 続・次郎長富士
- Turn8 ラグナセカの青い空
- ティム・バートンのコープスブライド
- ティン・カップ
- テキーラ・サンライズ
- ニュースの天才
- 覇道
- 覇道2 明日への挑戦
- 覇道3
- パチンコ バトル・ロワイアル
- パチンコ バトル・ロワイアルII
- ビジョン・クエスト 青春の賭け
- ポビーとディンガン
- MISTY
- 向かいの窓
- めぐみ－引き裂かれた家族の30年
- メッセージ・イン・ア・ボトル
- ライセンス・トゥ・キル / 殺しのライセンス
- ライフ・オブ・ウォーホール
- リトル・プリンセス 小公女
- レスティング・プレイス　安息の地

- ロリータ

R指定・官能
- 『チャーリー・バートレットの男子トイレ相談室』プロモーション映像

##### R-15
- 赤いアモーレ
- アンデッド
- 完全なる飼育 赤い殺意
- 完全なる飼育 愛の40日
- 完全なる飼育 女理髪師の恋
- 完全なる飼育 秘密の地下室
- 完全なる飼育 香港情夜
- グリーン・リバー キラー
- 親切なクムジャさん
- THEM ゼム
- TANNKA 短歌
- BTK キラー
- ベロニカは死ぬことにした
- 待つ女
- 0:34　レイジ34フン

##### R-18
- I.K.U.
- 新・バブルと寝た女たち
- SPUN / スパン
- SEXという名の希望
- バブルと寝た女たち
- 欲望の疵
- 6000人を抱いた男 〜AV男優・加藤鷹〜

新作映画情報ほか
今週公開の映画

##### その他
- ちいさな恋のものがたり
- 着信アリ
- マトリックス
- 真・雀鬼
- スカイ・クロラ The Sky Crawlers
- セックス・アンド・ザ・シティ (映画)
- ダークナイト
- ワーナー・ブラザース

ドラマ

##### 海外ドラマ
- アメリカン・ヒーロー　シーズン1
- アメリカン・ヒーロー　シーズン2
- アリーmyLove シーズン1
- アリーmyLove　シーズン2
- ER緊急救命室 シーズン2
- ER緊急救命室 シーズン3
- invasion ‐ インベイジョン‐ シーズン1
- Weeds〜ママの秘密シーズン2
- セックス・アンド・ザ・シティ シーズン1
- ツイン・ピークス　シーズン2
- NIP / TUCK　マイアミ整形外科医　シーズン1
- フルハウス シーズン1
- プリズン・ブレイク　シーズン1
- BONES　―骨は語る―　シーズン1
- ミュータントX　シーズン2 字幕版
- ミュータントX　シーズン2 吹替え版
- ヤング・スーパーマン　シーズン1

##### 国内ドラマほか
- ビットバレット
- マンハッタンダイアリーズ
- LoveBridge

R指定・官能

##### R-18
- - ア・ラ・ハプニング マドモアゼルたちの優雅な休日 シーズン1
  - ア・ラ・ハプニング マドモアゼルたちの優雅な休日 シーズン2

新作情報ほか

##### その他
- 歌で逢いましょう♪
- おいしい殺し方-A Delicious Way to Kill-
- 少女には向かない職業
- 性病先生
- 筒井康隆劇場 エロティックな総理
- 道徳女子短大 エコ研
- 深津絵里のblack comedy
- レンタル彼氏
- ラブ・コレ 東京Love Collection
- ラブ・コレ2 東京Love Collection
- 私の頭の中の消しゴム アナザーレター
- たからもの
- スイッチを押すとき
- マンハッタンダイアリーズ
- シャッター
- フレンズ
- ワーナー・ブラザース
- ビクトリア〜愛と復讐の嵐
- アンドレア〜愛と略奪の炎
- エンジェル 〜 天使のような反逆者
- ディアナ〜 禁断の罠
- ここはグリーン・ウッド

その他
ハリウッドシアター
ワーナーTV

#### アジア（GyaOアジナビ）
アジナビ
ドラマ
- 運命のまなざし
- 求婚事務所
- 三国志・第一部（群雄遂鹿）
- シークレット・ルーム〜榮華館の艶女たち〜
- 紫禁城〜華の嵐〜
- 水滸伝
- 朱蒙
- 春のワルツ
- パリの恋人
- 不良カップル
- プラハの恋人
- マイガール

映画
- インファナル・デイズ　－逆転人生－
- 裏街の聖者
- 恋するブラジャー大作戦（仮）
- Sad Movie＜サッド・ムービー＞
- シングルス
- 親切なクムジャさん
- デッドライン
- トム・ヤム・クン！

音楽・バラエティー
- ABB ジョンフン
- ABB アイス・サランユー
- ABB マイク・ハー
- ABB BIGBANG
- ABB FTアイランド
- ABB SS501
- ABB ソ・ドヨン
- ABB ミニインタビュー
- ABB PARAN
- ABB 飛輪海（フェイルンハイ）
- アジナビ バレンタイン特集
- アジナビレポート
- sg WANNA BE+「RAINBOW[standard edition]」
- FTアイランド プレミアライブ
- Mnet FT ISLANDのハングルアイランド
- Mnet M-Time
- Mnet All about Drama
- Mnet　韓国スター福袋
- Mnet Star VJ Show
- クォン・サンウ シークレットイベント密着
- JUNE
- JULY韓流シンフォニックコンサート
- SUPER JUNIOR来日記念SP
- 韓流クッキング！みんなの韓国料理
- 夜心萬萬

ドラマ一話限定
プロモーション動画
動画ニュース
芸能ニュース
- 韓国芸能ニュース
- 中国・台湾芸能ニュース

アジアドラマ名鑑
アジアスター名鑑
スケジュール
- イベント情報
- リリース情報
- オンエア情報

アジナビ掲示板
ショッピング
- ドラマDVD
- 映画DVD
- その他DVD
- OST
- 音楽K-POPなど
- グッズ・雑貨
- 食品
- その他
- 特集

#### 音楽（GyaO音楽）
特集&新着
邦楽最新クリップ
洋楽専門ch
企画特集
- 桜・卒業ソング
- 美女 CLIP
- 「CROSS LEGEND」Stylish Men 〜 Smartな男たち
- CLIP RING 80's
- Stylish Ladies 〜 Smartな女たち
- CLIP RING HEAVY METAL
- HOT 97
- ロック・レジェンド「ウィリー・ネルソン」
- POWER 106
- Be Mellow 〜 R&B編
- Be Mellow 〜 Rock編
- パンキンランダNEXT
- 『「CROSS LEGEND」Stylish Men 〜 Smartな男たち』紹介曲
- LIVE Cheese
- Beggars Vision
- ホステス倶楽部
- SHAKE THE MUSIC LIVE（USENとBS朝日の共同開催）

邦楽アーティスト
洋楽アーティスト
その他
- RANKI'S HUFFLE NEO
- MUSIC and PEOPLE
- HITS ON THE LAN

#### アニメ（GyaOアニゲー）
アニメ
SF・アクション
- 機動戦士ガンダム00（ダブルオー）セカンドシーズン
- キャッツ・アイ 2ND SEASON
- 交響詩篇エウレカセブン[B-ch]
- ジパング BroadBand Edition
- 鉄腕バーディー DECODE:02
- BURN-UP SCRAMBLE　バーンナップ スクランブル
- ヤッターマン（1話限定）

ファンタジー・ミステリー
- カオスヘッド
- 屍姫 玄[B-ch]
- スピードグラファー
- セイント・ビースト 〜光陰叙事詩天使譚〜
- 中華一番!
- テイルズ オブ ジ アビス[B-ch]
- とある魔術の禁書目録[B-ch]
- 鋼の錬金術師 FULLMETAL ALCHEMIST プロモーション映像
- 鋼の錬金術師 FULLMETAL ALCHEMIST
- 魔法騎士レイアース
- 落語天女おゆい

恋愛・コメディー
- あんみつ姫
- 桜蘭高校ホスト部
- Candy☆Boy Short Original Video Animation
- 涼風
- 大魔法峠
- 初恋限定。－ハツコイリミテッド。－[B-ch]
- 魔法の天使クリィミーマミ

人間ドラマ・スポ根
- 赤ちゃんと僕
- あしたのジョー2
- カレイドスター
- 逆境無頼カイジ
- はじめの一歩
- めぐみ

ショート・その他
- いくぜっ!源さん　プロモーション映像
- 『Egg Man』 プロモーション映像
- 劇場版アクエリオン　－創星神話篇＆壱発逆転篇－　プロモーション映像
- 『CR弾球黙示録カイジ 沼』プロモーション映像
- 「チェブラーシカ」音楽PV
- アニメst なかのひとのヲタケビ
- パチスロ「交響詩篇エウレカセブン」 プロモーション映像
- PERSONA-trinity soul-　プロモーション映像
- 名探偵コナン　戦慄の楽譜（フルスコア）プロモーション映像

地上波放送作品
美少女
美男子
その他
- 幕末機関説 いろはにほへと
- エレメンタル ジェレイド
- 劇場版AIR
- 機動戦士ガンダム00
- 灼眼のシャナII（Second）
- 闘牌伝説アカギ 〜闇に舞い降りた天才〜
- 極上生徒会
- DARKER THAN BLACK -黒の契約者-
- 少年陰陽師
- シゴフミ
- ウエルベールの物語 〜Sisters of Wellber〜
- ヤッターマン
- 科学忍者隊ガッチャマン
- あしたのジョー
- 一球さん
- アタックNo.1
- 新造人間キャシャーン
- 魔法遣いに大切なこと
- 戦え!超ロボット生命体トランスフォーマー
- 銀河鉄道物語 〜永遠への分岐点〜
- 狼と香辛料
- バッカーノ!
- ふしぎの海のナディア
- ペルソナ 〜トリニティ・ソウル〜
- NIGHT HEAD GENESIS
- ニニンがシノブ伝
- なるたる
- タイムボカン
- ハクション大魔王
- リーンの翼
- シティーハンター
- MUSASHI -GUN道-
- エア・ギア
- 装甲騎兵ボトムズ
- ルパン三世
- 天保異聞 妖奇士
- ガン×ソード
- 藍より青し
- 英國戀物語エマ
- TOKKO 特公
- 蒼穹のファフナー
- アルプスの少女ハイジ
- 侍ジャイアンツ
- CLAMP学園探偵団
- 藍より青し〜縁〜
- となグラ!
- 風魔の小次郎
- RD 潜脳調査室
- ドルアーガの塔 〜the Aegis of URUK〜
- マクロスF
- 鉄腕バーディー

ゲーム
無料ゲーム
- 雨水あつめゲーム
- 回天飲茶
- カラーボールパズルゲーム
- クレイジー・アクアリウム
- コロロん!
- 神経衰弱ゲーム
- ジグソーパズル
- 順番記憶ゲーム
- Zoo Hockey
- チェズル
- テトリスDASH
- NIGHT HEAD THE PUZZLE
- PUZZLE BINGO
- ビージュエルド2
- ビッグマネー
- ブックワーム
- ヘビーウェポン
- ロケットマニア

ゲームPV
オンラインゲームch
Xbox 360
バンダイチャンネル
- 無料セレクション&新着情報
- 1話無料作品
- プロモーション映像

#### バラエティ&スポーツ（GyaOバラエティ&スポーツ）
バラエティ
お笑い
- カンニングの恋愛中毒
- ケイダッシュ + 西口プロレス 合同ライブ『KNOT』
- 今週の名人〜くじらスター☆伝説〜
- ダベれ場
- 鳥居みゆき 連続インタビュー
- 西口プロレス
- ネタミセ! 〜お笑い芸人showcase〜
- バカ世界一決定戦！〜西口プロレス・ザ・ワールド〜
- 復活☆お笑いサタデーナイトファイバー！
- ホリプロお笑いライブ
- よしもと本物流『木村庵』
- よしもと本物流『神保町吉本シネマ館』
- よしもと本物流『DVD特別企画』
- よしもと本物流『ネタ下ろし劇場』
- よしもと本物流『Rooms』
- よしもと本物流『ロンドンブーツの天下取り指南』
- ヨシモト∞ネタ見せセレクション
- GyaOジョッキー出演芸人＠Laugh ring （ラフ・リング）
- Laugh ring （ラフ・リング）
- 笑いのブログ＠ケイダッシュステージ

ヨシモト∞
麻雀
- THE 麻雀祭
- 第1回麻雀格闘倶楽部
- 第一回麻雀トライアスロン・雀豪決定戦
- 麻雀最強戦
- 第1回 ロン2カップ
- 第2回 ロン2カップ

パチンコ・パチスロ
ドキュメンタリー
- 灯りがともるとき
- アメリカンダンスアイドル
- いい伊豆みつけた
- AIR BASE KOMATSU／航空自衛隊小松基地
- AIR BASE TSUIKI／航空自衛隊築城基地
- 80'sバイク列伝
- FBI 超能力捜査官
- JMSDF FLEET POWERS ‐YOKOSUKA‐ 海上自衛隊の防衛力 ‐横須賀‐
- JMSDF FLEET POWERS －KURE － 海上自衛隊の防衛力 －呉 －
- AIR BASE ATSUGI／在日米海軍厚木航空施設
- 鉄道動画コレクション
- DRAG RACING CHAMPIONSHIP
- 謎の美少女“マギボン”
- 20世紀の名車
- 日本の桜
- 日本の名峰
- 日本の山野草
- ホビーの匠G
- 夢の課外授業
- Real Business

バラエティ
- ありえないXX
- 男の世界を求めて〜杉作J太郎 映像ブログ〜
- おもたせ!
- KIM SOUND STORY
- クルマニヨンTV
- 週末の恋
- 週末の恋 シーズン2
- 首都神話
- ゾーンセラピー ひとりでも出来る手・足のツボ
- はなわレコード“中野腐女子シスターズ”
- 別館!ギャオマガジン
- ホスバラ
- マジック入門スーパーイリュージョン byタジマジック
- 裸男（ラマン）
- 裸男（ラマン） セカンドシーズン
- レッドバロン イチオシ情報
- ローカルヒーロー大百科

その他
- 懸賞GyaO
- イケない女〜大逆転ランキング〜
- 都市伝説なんかブッとばせ 悶絶!リサーチワゴン
- 伊東四朗の歌謡曲プラス100
- W-inds.のウィンディストリート
- Work Work Watching by ケイタイプ
- X51.FILES
- オスカー美女軍団大運動会
- 勝ち組社長列伝
- 初対面恋愛実験バラエティ 週末の恋
- ランチタイム ナビゲーション MIDTOWN TV
  - アジアンビューティーボーイズ（2008年6月終了）
  - えみりの美女☆ラボ（2008年6月終了）
  - 音楽番組を板尾創路（2008年6月終了）
  - ○○あい☆コラ!生やぐち（2008年6月終了）
  - キネマルネッサンス あ〜や城（2008年6月終了）
- 溜池Now→全国的ローカル情報番組溜池Nowはミッドタウンにお引っ越ししました
- DIAMOND☆DOGS
- 日本一短いクイズショー シャープに答えて!完全版
- 所さん真剣ゴルフ対決!
- はなわのアゲたい盛り!
- ハロプロアワー
- 復活☆お笑いサタデーナイトファイバー!
- PRO-FILE
- 僕らの放課後バラエティ『ナイッシュー!』
- 面接王
- 面接王DX
- モテル・カルフォルニア
- ☆The Prizmax Adventure
- We Love Hotch Potchi
- ダメイク
- 幸せのナンバーネイル
- ☆+゜。関口春菜のPrincessになりた〜い☆+゜。
- ダベリ場
- おもたせ!
- PLAY!AWA'S〜美と笑いの大お見せ合いパーティ〜
- A.A.A.の男
- 必修!隠語ゼミナール
- ラグナロクch
- ゴチャ・まぜっ!金スペ（途中回で打ち切り）
- 嘉門達夫のナリキン投稿天国
- こちら!カタムキテレビ制作会社
- 最強麻雀伝説東風王決定戦!!
- 竜兵会
- 西口プロレス・ザ・ワールド?バカ世界一決定戦!?
- Caedict〜クルマ愛好者へ送る至上の時間
- こうちゃんの簡単料理映像レシピ
- 動く!はっちゃん日記
- GyaO presents TOKYO MOTOR SHOW 2007
- Cardict AudiSpecial
- i-REAL meets you
- 水中の楽園

スポーツ
ゴルフ
- 石渡俊彦のファンクショナルゴルフ
- 金井清一 オジさん族のゴルフ元気塾
- ゴルフクリニック
- JGA主催アマチュア競技
- TEAM SERIZAWA
- ツアープロコーチ内藤雄士　Golfer’s Base
- 秘伝!プロの技!!

プロレス・格闘技
- サムライTV プレミアム
- ハッスル・ツアー2008 〜9.17 in KORAKUEN〜
- ハッスル・ツアー2008 〜8.23 in OSAKA〜
- ハッスル・ツアー2008 〜8.21 in KORAKUEN〜
- ハッスル・ツアー2008 〜7.27 in YOKOHAMA〜
- FIGHTING TV サムライ ベストバウト

モータースポーツ
- FIMスーパーバイク世界選手権2009
- 往年のモータースポーツ特集 「今、蘇る」シリーズ
- games tokyo
- 伝説のバイク 〜究極のスポーツ・モーターサイクルの探求〜
- ヘヴン&ヘル　オン・アース
- SBK2009特別企画〔GyaO独占！中野真矢 コメント映像〕

釣り
- 釣りビジョン
- ハウツーフィッシング 釣りシリーズ復刻版

サッカー
- Fリーグ 08-09
- マンUダイジェスト

スポーツ
- ビーチバレー ファイテンJBVツアー2008 <ダイジェスト>
- SNOW MANIAX
- Red Bull Xstreams
- 大相撲「名力士・名勝負映像」
- エンジョイダーツ
- BCMサーフギャラリー
- 2009 FISスノーボード世界選手権 <ハイライト>
- WAVE LIFE　デビット木下のLONGBOARD
- 第2回『VIVA JUDO!』杯 小学生団体柔道大会
- 大相撲 名勝負・名力士選　朝青龍特集
- SUPER DARTS

その他
- Boom Up! BASEBALL 千葉ロッテマリーンズLIVE 2006
- SUPER GT 2006
- BANBA王

##### GyaOジョッキー
- 月〜金曜日（祝日を除く）の21:00〜24:00まで（それ以降の放送は、特番扱いになる。なお、月の最終週の金曜日は24:00〜最大27:00まで）東京ミッドタウン34階から生放送で配信されていた。
- その他の時間はGyaOジョッキーの番組の再放送などが流れていた。
- 2009年8月28日をもって全放送終了が決定した。

2009年8月28日で終わった全番組
| 時間枠         | 月曜日 | 火曜日                                       | 水曜日                                                                     | 木曜日 | 金曜日                                      |
| 21時枠 （1部） | アメリカザリガニのアイドル★チェキ!II                                                                                          | エレキコミックと折原みかのガツガツホームラン | 紅音ほたる!満潮!絶好調! （月1回） 顔面暴力〜小沢仁志のきわめ道〜 （月1回） | 六本木音楽部 | ケイダッシュステーション、ブレイクは突然に! |
| 22時枠 （2部） | 第1月曜日 岡田斗司夫のひとり夜話 第2月曜日 少年志 第3月曜日 激論23〜チャットの乱〜 第4月曜日 小明のお兄ちゃんの顔を見てみたい | そらを見なきゃ困るよ!                        | トークも結構おおざっぱ!                                                    | goingマセキway 第1週 「やまもとまさみのビッショリ60分」 第2週 「オレンジ感謝ん日」 第3週 「あきげんのわらしべ」 第4週 「俺とお前とホームチーム」 | 及川奈央の自然体にもほどがある              |
| 23時枠 （3部） | 平成ノブシコブシの破天荒ダメだし!                                                                                             | デラ☆エロパラ                                | ハイキングウォーキングの芸人★チェキ!                                       | 第1週 鳥居みゆきの社交辞令でハイタッチ 第2週〜第5週 超サンミュージック 「三拍子ナイト」 「髭男爵ナイト」 「おっぱっぴーナイト」                  | 中野腐女子シスターズの「腐ジョッキー」      |
| 24時枠 （4部） | - | -                                            | ことり相談室 （月1回放送）                                                 | ことり相談室 （月1回放送） | 告っちゃ! （毎月最終週）                    |

 不定期放送 
- ズラサンミーティング（すべて生放送のみでアーカイブなし。）
  - 第1回:2007年10月9日24時〜
  - 第2回:2008年2月28日24時〜
  - 第3回:2008年6月30日23時〜
  - 第4回:2009年3月30日22時〜
- トップ・カラーものまねTV
  - 第1回:2008年8月8日24:00〜25:00
  - 第2回:2009年2月6日23:00〜24:00
  - 第3回:2009年5月15日23:00〜24:00
- アミフラ君のバンジーTV
  - 第1回:2009年4月17日23:00〜24:00
  - 第2回:2009年6月29日22:00〜23:00

 その他放送終了した番組 
- あいなり
- あいまい（超仮）
- Academy Night
- 小明の“おまいら見るな!!”
- アミフラ君のバンジーTV
- ありっちゃ?ARIA
- いまきてジョッキー
- 岩佐真悠子のプラチナムナイト
- うたブロ×ジョッキーオフ会
- 江戸むらさきの世間にキック!（仮）
- NSC TOKYO JET TV
- エレキコミックのわらブロジョッキー（2008年1月〜2008年6月）
- エロ☆パラNight（2007年9月4日〜2008年3月25日）
- エロ生☆パラダイス（2008年4月1日〜2009年3月31日）
- オアシズ大久保のめちゃジミッ!
- 俺とお前とホーム・チーム
- 加藤鷹のオマーン★コーナーキック
- 嘉門達夫・ファミリーギャングの裏ナリ天!
- カラダを張ってがんばります!（仮）
- きこうでんみさの“おまいら見るな!!”（2008年2月終了）
- キレてNightですよ。
- くるくるミラクル→2007年5月からくるくるミラクリング（2007年8月終了）
- 小出由華の見ちゃえばいいじゃん!（2007年8月終了）
- 小坂りゆのがんばりゆっ☆（2007年10月から2008年2月まで）
- 魁!大仁田塾
- 三五十五十時ジョッキー（仮）
- しもじものお悩み相談室
- 就活女優☆ハラカナイト
- スペシャル前説
- ソンはしないから聞いときな（仮）
- 宅八郎の「放送禁止大学」
- ダンデライオンのミッドナイト
- 遂に見た!親波観音と行く物流の族!マニアックでもいいかい?
- 東京ダイナマイト君
- どうぞよろしゅうお願いします（仮）
- ナメてもらっちゃ困るよ
- 月刊ザ・ニュースペーパー
- ぬぎ☆すぎ!?直子先生のアイドル虎の穴?
- ねこずらしの!!「ねこ戻し」
- 猫ひろしとジョニー大蔵大臣の「六本木きんちゃんぎんちゃんSP」
- パッション屋良の…
- ハイキングウォーキングのアイドル★チェキ!（2007年8月〜2009年2月25日）
- “B級映画のクロサワアキラ”河崎実監督のやっぱり生で気持ちがいい男
- プラチナ?どんだけ?!!!
- 松澤由美の 遠藤さん、きただにさんといっしょ
- 松MOTTOりかの60分劇場（2007年10月から2007年12月まで）
- ミスマガ!ナイト
- MID NIGHT TV
- 三又又三とは何か?
- 村上三奈のカボチャのバカ（仮）
- めちゃ乳
- 夜咲蘭の探偵ジョッキーファイル→2007年10月から夜咲蘭のミッドナイト蘭交パーティー
- サキっちょギリギリ!?(2008年5月〜2008年7月)
- 矢吹・二宮のトゥギャザーしようよ!
- 由依が独奏
- 玲美ポンと愉快な仲間たち
- 六本木麻雀倶楽部
- ロフトプラスワンプレゼンツ「ジャンクの花園」
- 笑ってポン! 〜君たち、見ないとアレするよ! 〜（2006年11月20日〜2008年4月18日）
- YGAの小さなハッピーあげましょ（2008年9月1日〜2009年2月23日）

#### アイドル（GyaOアイドル）
アイドル
- イメージ・シネマ「インリン・オブ・ジョイトイ」24/7masquerade 裸の24時間
- AKB48 ネ申テレビDVD発売記念（高橋みなみ・小野恵令奈・秋元才加・浦野一美・前田敦子）イチオシ企画
- 海川ひとみ『海☆川☆学☆園　〜Hey Hey パラダイス〜』
- Kunoichi.TV 女優を目指す卵たちが日々奮闘する実録ストーリー
- ケータイ少女 〜恋の課外授業〜
- 新宿区カメコ町三丁目 華園マンション
- スザンヌ フォトブック『22』スペシャルムービー
- タレント密着24時!
- 『誰も死なない』予告＆しほの涼インタビュー
- 仲村みう『STAND MY GROUND』
- ヌキっ娘カタログ
- 勝ち抜き!アイドル天国!!ヌキ天
- ヌキ天クイーンデビューまでの道のり
- PLIMEデビューまでの道のり
- ヌキフェス Vol.1
- ヌキフェス Vol.2
- ハロー!プロジェクト新旧メンバー全員集合!!
- バニラビーンズ「プロデュース会議」
- B.L.T Girlswoodstock
- ビットバレット
- 舞台『櫻の園』福井未菜&山崎真実&妹尾友里江インタビュー
- Private Princess
- ミニスカポリス7ティ〜ン
- 話題ちゃん

グラビア
- 愛川ゆず季 『YUZU DIARY』
- 小明 『敏感 sensitive』
- 秋山莉奈『SUN☆りな　〜太陽のオシリーナ〜』
- 安藤沙耶香『DAY』
- 伊勢みはと 『17 セブンティーン』
- 岩佐真悠子『CutLoose』
- エロカワビキニ
- 『エロカワビキニ』プレイバック!
- 川原洋子 『Fast Kiss』
- 熊田曜子 『Talk-Me』
- グラビア美女名鑑
- 小阪由佳『愛ってゆぅか、恋って由佳』
- 桜井涼夏『SUZUCUP』
- 佐野夏芽 『PEACE』
- sabra☆GyaO
- 『sabra☆GyaO』プレイバック!
- 島本里沙『The first experience』
- 新作アイドルDVDダイジェスト（2月25日更新分）
- 新作アイドルDVDダイジェスト（4月8日更新分）
- 新作アイドルDVDダイジェスト（3月25日更新分）
- 新作アイドルDVDダイジェスト（3月11日更新分）
- 新作アイドルDVDダイジェスト（2月11日更新分）
- 新作アイドルDVDダイジェスト（1月28日更新分）
- 鈴木茜『SWEET SOUL』
- 絶対領域!
- 高見こころ『ココロコロコロ』
- 次原かな　『EX』
- 手島優『〜癒しの女神〜』
- 特集!グラビアバージン
- 永咲文花『MELT』
- 永作あいり 『I Will…』
- 長澤奈央 『ナ・オ・モ・デ・ル 〜超恋愛型七零式愛体私用〜』
- 二宮歩美『Nino Rock』
- ヌキっ娘セレクション
- 疋田紗也『ラブ☆さや』
- 美少女NAVI
- ベスト・ヒット・グラビア
- ほしのあき 『milk』
- 松山まみ『ダイヤルM』
- 山岸伸スペシャル
- 優木まおみ『Groover』

着エロ
- 東まみ『LOVES BUST』
- アブナイ!Tバック学園の大暴走
- 荒木のぞみ『ミラクル☆パンチ　のぞみ魂』
- 内山あゆみ『Come on Baby！挑発』
- うらん『破戒の予感』
- エロカワビキニ
- 大橋沙代子『MAKEOVER』
- 岡田真由香・潤音『HAMY PIE』
- 小野彩香『スウィートハニー』
- 折原みか『Love Potion』
- かとうはなえ『MONSTER BUST』
- 金井アヤ『パイアップル』
- 川名りさ 『可憐』
- 木嶋のりこ『絶対美少女主義　激写vol.12』
- 木嶋のりこ 『みつめていたい。』
- くちびるネットワーク
- 厳選!セクシーショット集（グラビアアイドル編）
- 小松しの『ぉしのびだゎん♪』
- 後藤麻衣『a girl』
- 佐藤万葉『MONSTER BUST』
- 新作アイドルDVDダイジェスト（2月25日更新分）
- 新作アイドルDVDダイジェスト（3月11日更新分）
- 杉原桃花『BUSTY HONEY』
- 諏訪有紗『オフィスコンプレックス3』
- 高田寿『セクシーショット イン ハワイ』
- 立花彩野『ファーストフライト』
- たま『タマらない♪』
- 着エロ天女
- 東京エロゲリラ
- 長田薫子『オフィスコンプレックス4』
- ぬれっ娘☆セクシー運動
- 英ゆり『MONSTER BUST』
- ぱい☆コレ〜お乳の祭典〜
- 姫神ゆり『Do＊Hなお姫様』
- フェチゴコロ
- 福永ちな 『Body Language』
- ブーツフェティシズム
- 法月加奈『Sexy Bomb』
- 星野茜『MIDNIGHT HONEY』
- みひろ『きみとそら』
- 森下悠里 『ゆーりずミックス』
- Rio『Platinum Venus』
- 私のお尻愛

R指定
- 『秘書課ドロップ』出演者インタビュー＆予告
- 覆面巨乳美女レスラー〜ミス☆クリマスク〜

その他
- 野田義治のセクシーマガジン
- 相澤仁美のHじゃダメ?
- 安めぐみのめぇRoom
- 新宿区カメコ町三丁目 華園マンション
- 美闘!!アイドルプロレス
- ぷるるん爽快アワー!

2007年11月から、お色気番組・動画専用のHOT GyaOが始まった。

#### 昭和TV（GyaO昭和TV supported by Suntory）
Cinema
- 座頭市千両首
- スーパーマン
- 時計じかけのオレンジ
- 兵隊やくざ 脱獄

Music
- Dr.John and Chris Barber’s New Orleans Band「25th Anniversary of The Marquee」
- FOLK & ROCK ALIVE 山本コウタロー&ほぼウィークエンド
- ロック・レジェンド「ウィリー・ネルソン」
- Rod Stewart「Sailing」
- QUEEN「Somebody To Love」
- Sheena Easton「Telefone」
- Stray Cats 「Sexy & 17」
- Cheap Trick 「I Want You To Want Me (Live)」
- The Doobie Brothers「Listen To The Music」

Drama
- 特捜班CI☆5　第2話
- 破れ傘刀舟　悪人狩り　第18話
- シルバー仮面

Anime
- おそ松くん
- 昆虫物語　みなしごハッチ
- 佐武と市捕物控

Others
- プロジェクトX 挑戦者たち「桂離宮 職人魂ここにあり〜空前の修復作戦〜」
- 『全日本プロレス THE BEST』 タイガーマスク vs ラ・フェイラ
- 『全日本プロレス THE BEST』 長州力 vs スタン・ハンセン
- 『全日本プロレス THE BEST』 ジャンボ鶴田 vs 天龍源一郎
- 『全日本プロレス THE BEST』 ザ・デストロイヤー vs スーパー・デストロイヤー
- 『全日本プロレス THE BEST』 馬場＆鶴田 vs ザ・ファンクス

#### 恋ストーリー（GyaO恋ストーリー supported by イオン化粧品）
Cinema
- 気球クラブ、その後
- 2 / 2
- シングルス

Drama
- 魔女ユヒ
- The OC　シーズン1
- フレンズ シーズン2
- フレンズ シーズン3

Music
- あなたのそばで / Crystal Kay
- スノウドロップ / 森山直太朗
- 雪の華 / 中島美嘉
- OLD DAYZ / So' Fly
- Like A Star / Corinne Bailey Rae

#### SMART's（GyaOSMART's powered by NTTdocomo）
- CROSS LEGEND
- Smart Life
- Smart Talk

2009年7月をもってコンテンツ配信は終了

#### うたウガ
2009年5月15日に「うたブロ」と「歌える♪カラオケ」が統合し、「うたウガ」にリニューアルされた。
歌ブログ
- 歌ブログ
- うたブロCUP
- TODAY PICK UP SONG
- うたブロ×ジョッキー ファン感謝オフ会映像
- うたブロ×笑☆勝 笑ったもん勝ち!LIVE映像

カラオケ
- GyaO 歌える♪カラオケ

#### その他
株式会社USENが運営
- グルメGyaO（2012年7月31日に「ヒトサラ」へ変更）
- ウェディングGyaO（2010年1月7日に楽天ウェディングにサイト名を変更の上統合）
- シゴトGyaO（USENグループ会社のサイト「DODA」と統合の上閉鎖）
  - シゴト最前線「DODAニュース」
  - なるほど!DODAサービス
  - コンサルタントに学ぶ失敗しない面接対策
  - 注目企業レポート
  - 面接外来
  - エグゼクティブのシゴト発想法
  - DODA転職フェア
  - JoBPEDiA
- バイトGyaO（USENグループ会社のサイト「an」と統合の上閉鎖）
  - アルバイト川柳
  - バイトdeキュン☆
  - おシゴト THE ムービー
  - イケ店長バトン!
  - ダメンセツストーリー
  - バイト街角ランキング
  - あきげんのモテバイターへの道
  - 動画de診断SHOW
  - バイト制服コレクション

株式会社電子公園が運営
- idolOnAir（2009年10月まで株式会社オンエアが運営していた。）
- HOT・ホット・ほっと番組HP（HOT GyaOより名称が変更）

#### 番組レビュー
視聴者が番組にレビューをつけることができ、投稿した日から2、3日後に掲載される。よほどひどい中傷や番組に関係ないものでない限りは、番組や企画、出演者に対する批判も掲載される。

#### GyaOがスポンサーの番組
- MEGUMIのスーパーCHUズデー! （ニッポン放送 GyaOが冠スポンサーとなっていた）
- ウェザーニューズ（毎日、天気を動画配信）
- SHAKE THE MUSIC（2005年10月 - 、BS朝日 GyaOが筆頭スポンサーとなっていた）
- GyaOプレゼンツ w-inds.のウィンディストリート （ニッポン放送 2006年4月からGyaOが冠スポンサーとなっていた）

#### ギャオーディション
GyaO開局2周年を機に「GyaOから次世代のスターを視聴者と共に発掘したい」というコンセプトで開始されたオーディション。アナウンサー、芸能全般、スポーツなど様々な分野のオーディションが行われる。インターネットテレビのオーディションという特徴を生かし、選考はWEB投票で行われる。詳しくはギャオーディションを参照。

##### 元専属アナウンサー
- 佐井祐里奈
- 鳥井温子
- 田中玲美

##### オーディション出身者
- 寺田真二郎
- 川口りさ
- 伊東愛
- 植村麻奈美

#### 指摘される問題点

##### アクセシビリティ面での問題
WMVに含まれる固有のDRM技術（これはWindows Media Player上で動作する）を利用している関係から、Microsoft Windows以外のオペレーティングシステムでは視聴することができない。また、推奨ブラウザがInternet Explorerのみであるため（そのInternet Explorer上でも環境によって閲覧できないことがある）、Windows環境であっても他のWebブラウザで閲覧しようとすると正常に動画が表示されないなど、アクセシビリティ面で問題がある。さらに、番組のコンテンツは日本国内のみで流す（放送する）契約であるため、日本国外からサービスを受けることは出来ない。

##### ネットワークインフラただ乗り論争
ネットインフラの整備費用をコンテンツ配信企業が負担していないと主張する「ネットワークインフラただ乗り論争」で槍玉に挙げられる事も多く、ネットワークのトラフィック量肥大を危惧する一部プロバイダによっては、「当社が行なっているコンテンツ配信サービスにおいて、ユーザーからの問合せ等により、一部の通信事業者から通信帯域の制限を受けていると推測される事態が発生しています」 とGyaOは主張している。それらの非難に対応してGyaOでも、NTTのフレッツ契約者向けにフレッツIP網を経由して映像を送信する「GyaO on フレッツ」を実施している。

##### 収益の懸念
2008年8月期には黒字化を目指すとしているが2007年8月期決算では、コンテンツ調達費の負担が大きく、さらにCM収入が伸びず、GyaO事業は（前期からは赤字幅は半減したが）約30億円の赤字となっている。アナリスト向けの説明会でのUSENの発表によると、登録会員のうち週に一回以上閲覧するユーザーは300万人程度とみられ、CMを出稿する企業は効果を測りかねている、という。既存のテレビ各局は、GyaOを脅威に感じネット配信事業に乗り出す一方で、ネット配信事業の収益性には依然として懐疑的な見方もある。

##### GyaO NEXT問題
GyaOの動画サービスがテレビで見られるというサービスで利用者を拡大しているGyaO NEXT（現・U-NEXT)は、一部の利用者は強引な詐欺まがいの勧誘方法（○ヶ月無料です。などと言って実際は機器買取割賦料金として毎月2,980円必要＜2009年4月現在＞なのに説明していない等）だったとインターネット上で話題になっている。
また、解約しようとしてもカスタマーサービスの解約窓口は電話が繋がりにくい上に、繋がるまでの料金も発生するナビダイヤルを利用してることによりこちらもクレームの対象になっている。
また、過去には親会社USENの強引な勧誘方法やUSEN委託業者による当選商法が問題となった。